# Cry for Me
Cry for Me is een nummer van de Canadese zanger The Weeknd uit 2025. Het is de derde single van zijn zesde studioalbum Hurry Up Tomorrow.

## Achtergrondinformatie
Op "Cry for Me" kijkt The Weeknd terug op een mislukte relatie. Hij laat zich van zijn giftige kant zien, met de hoop dat zijn ex net zoveel onder de breuk lijdt als hij. Er wordt gesuggereerd dat het nummer zou gaan over model Bella Hadid, met wie The Weeknd een knipperlichtrelatie had tussen 2015 en 2019. De zanger noemt Hadid niet bij naam, maar de regel "In this penthouse prison, I'm alone" verwijst mogelijk naar The Weeknds aankoop van een penthouse in Los Angeles eind 2019, rond de tijd dat hij en Hadid ruzie hadden.
Het nummer leverde The Weeknd een wereldwijde hit op. Zo bereikte het de 8e positie in zijn thuisland Canada. In de Nederlandse Top 40 was het succes iets bescheidener, daar bereikte het een 26e positie.

## Tracklijst
Muziekdownload
1. "Cry for Me" - 3:45